# Corynespora mazei
Corynespora mazei är en svampart som beskrevs av Güssow 1906. Corynespora mazei ingår i släktet Corynespora och familjen Corynesporascaceae.   Inga underarter finns listade i Catalogue of Life.